# Gymnosporia wightiana
Gymnosporia wightiana là một loài thực vật có hoa trong họ Dây gối. Loài này được (Babu) R.S.Rao mô tả khoa học đầu tiên năm 1985.